# Wilder Freiger
Der Wilde Freiger (italienisch Cima Libera) ist ein 3418 m ü. A. hoher Berg in den Stubaier Alpen in Tirol an der Grenze zwischen dem österreichischen Nordtirol und dem italienischen Südtirol. Der Berg liegt im Alpenhauptkamm zwischen Freigerscharte und Pfaffennieder, letztere Scharte trennt den Gipfel vom nahegelegenen Wilden Pfaff und dem Zuckerhütl.

## Anstiege
Der Berg bietet zahlreiche Anstiege, sowohl von Norden aus dem Stubaital als auch von Süden, von der italienischen Seite.
Der meistbegangene Anstieg von Norden führt von der Nürnberger Hütte (2278 m) zunächst Richtung Süden, unter der Urfallspitze hindurch südwestlich hinauf zur Seescharte, wo der Anstiegsweg von der Sulzenauhütte einmündet. Weiter Richtung Südwesten geht es unterhalb der Gamsspitze hindurch bis zu einem Eisfeld. Der frühere Anstieg führte nun nördlich des Eisfelds zum Grat. Wegen Steinschlaggefahr wird nun aber, zumindest im Sommer, ein Stück abgestiegen, um östlich unterhalb des Eisfelds zu einem Rücken zu gelangen, auf dem erst der Anstieg zum Grat erfolgt. Über den Grat erreicht man P.3222, wo man den Gletscher betritt und unter dem Signalgipfel hindurch querend den Südostgrat erreicht und über diesen zum Gipfel gelangt.
Der Anstieg von Süden ist im Gegensatz zu den Nordanstiegen ohne Eisausrüstung möglich, auch wenn auf dem Anstiegsweg vom Ridnauntal über die Teplitzer Hütte zum Becherhaus (3195 m) die tote Gletscherzunge südöstlich des Bechers zu queren ist. Der Anstieg vom Becherhaus erfolgt über den Südgrat des Signalgipfels mit einer meteorologischen Station und weiter Richtung Nordwesten über den Verbindungsgrat zum Hauptgipfel. Vom Becherhaus kann der Wilde Freiger in nur einer knappen Stunde erreicht werden.
Es gibt weitere Anstiegsmöglichkeiten, auch von der Müller- oder der Sulzenauhütte, die aber weniger häufig begangen werden und zumeist schwieriger sind.